# Vol Pakistan International Airlines 268
Le 28 septembre 1992, l'Airbus A300 effectuant le vol Pakistan International Airlines 268, reliant l'aéroport international Jinnah de Karachi, au Pakistan, à l'aéroport international Tribhuvan de Katmandou, au Népal, s'écrase sur le versant d'une montagne lors de son approche finale sur Katmandou, ne laissant aucun survivant parmi les 167 personnes présentes à bord. 
Il s’agit du pire accident aérien survenu sur le sol népalais, ainsi que du crash le plus meurtrier de l'histoire de Pakistan International Airlines.

## Avion et équipage

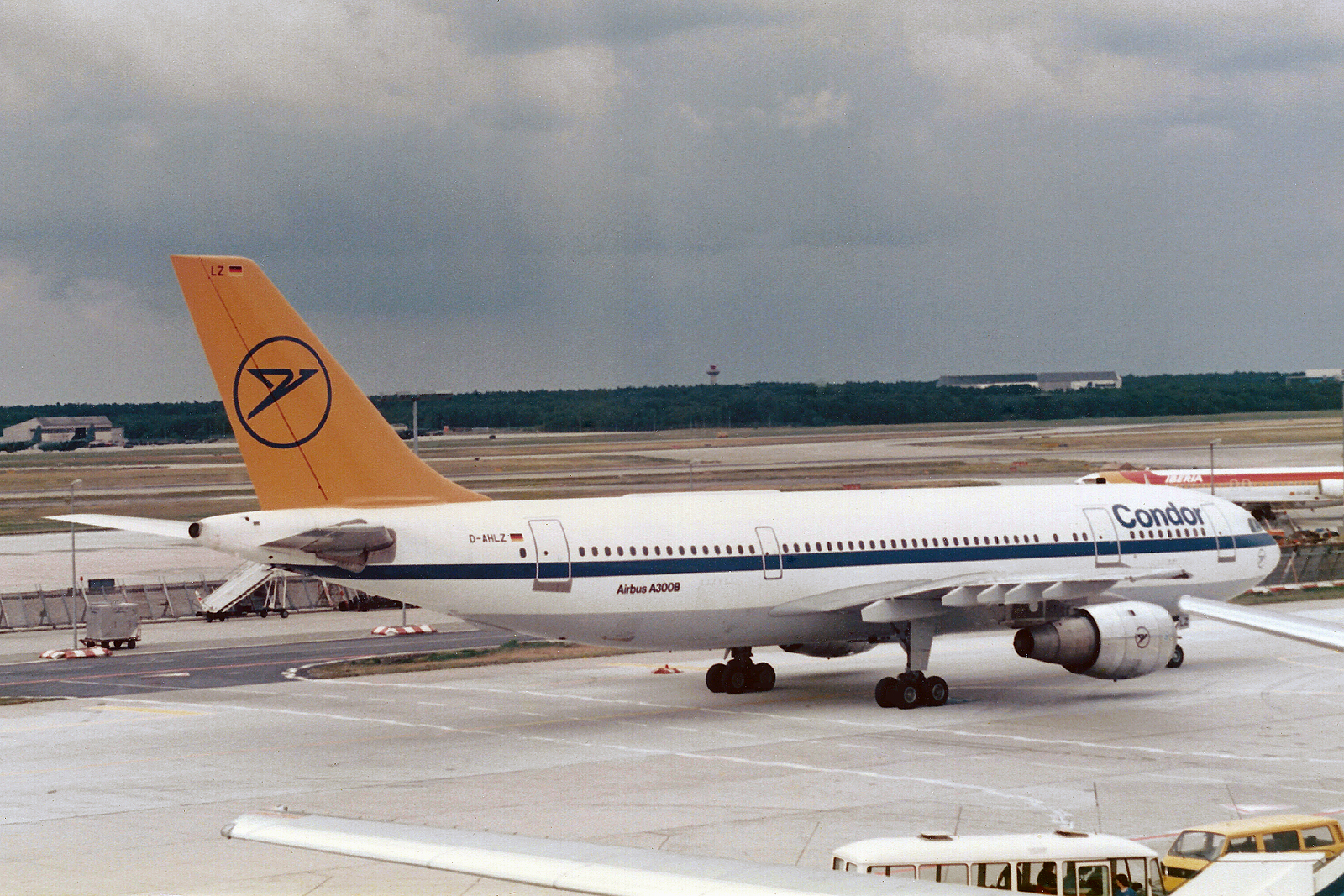
L'appareil impliqué dans l'accident, alors en service chez Condor (pour le compte d'Hapag-Lloyd), ici à l'aéroport de Francfort-sur-le-Main en juillet 1985.

L’appareil impliqué dans l'accident était un Airbus A300B4-203 âgé de 16 ans et demi, enregistré sous le numéro AP-BCP (numéro de série 025). L’appareil a été construit en 1976 et a effectué son vol inaugural le 23 mars de la même année. 
Le 2 mai 1977, l'avion a été livré à la compagnie allemande Bavaria Germanair et a été enregistré sous le numéro D-AMAZ. Le 10 mai de la même année, l'avion a été loué à EgyptAir. En 1978, l'aéronef a été réenregistré sous le nom de SU-AZY. L'avion a ensuite été vendu à Hapag-Lloyd Flug (Hapagfly) après sa fusion avec Bavaria Germanair. 
L’avion a ensuite été ré-immatriculé sous le numéro D-AHLZ. Il a ensuite été loué, en restant enregistré sous ce même numéro, aux compagnies aériennes suivantes :
- EgyptAir (janvier 1979 - octobre 1982)
- Kuwait Airways (avril - juillet 1983)
- Capitol Air (en) (juin - octobre 1984)
- Air Jamaica (février - avril 1985)
- Condor (mai - novembre 1985)

Le 21 avril 1986, l'avion a été livré à Pakistan International Airlines et a été réenregistré sous l'immatriculation AP-BCP. L’avion totalisait 39 045 heures de vol et 19 172 atterrissages au moment de l’accident.
Le commandant de bord était Iftikhar Janjua (49 ans), qui avait totalisé 13 192 heures de vol, dont 6 260 heures sur Airbus A300. L'officier pilote de ligne était Hassan Akhtar (38 ans), qui comptait 5 849 heures de vol, dont 1 469 sur Airbus A300. Il y avait deux mécaniciens navigants à bord (au lieu d'un), l'un d'eux en fonction et l'autre en observation. Le mécanicien navigant en fonction était Pervaiz Malik (40 ans), qui comptait 5 289 heures de vol, dont 2 516 sur Airbus A300. Le mécanicien navigant observateur, Muhammad Ashraf (42 ans), avait effectué 8 220 heures de vol, dont 4 503 heures sur Airbus A300.

## Accident
Le vol 268 a décollé de Karachi à 11 h 13, heure locale du Pakistan. Après être entré en contact avec le contrôle de la circulation aérienne népalais, l'avion a été autorisé à effectuer une approche en provenance du sud appelé « approche Sierra ». 
En temps normal, un avion autorisé à utiliser cette approche devait à l'époque passer au-dessus d'un point de report appelé « Romeo » situé à 41 milles nautiques (NM) (76 kilomètres) au sud du VOR de Katmandou à une altitude de 15 000 pieds (4 572 mètres). L’appareil devait ensuite descendre en cinq étapes jusqu’à 5 800 pieds (1 768 mètres), en passant par un point de report appelé « Sierra » situé à 10 NM (18,5 kilomètres) à une altitude de 9 500 pieds (2 896 mètres), avant d’atterrir à Katmandou. 
Cette approche permettait aux aéronefs de survoler la chaîne du Mahabharat, située directement au sud de la capitale (dont la crête est située juste au nord du point Sierra) à une altitude sécuritaire.

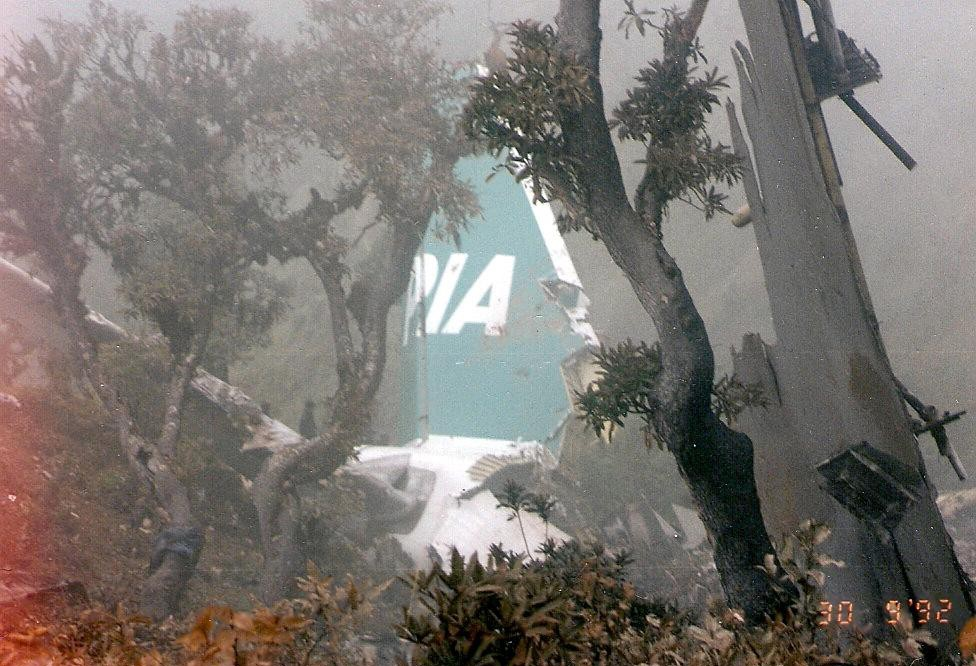
La queue de l'Airbus A300 au milieu des débris éparpillés sur le flanc de la montagne.

Peu de temps après s'être signalé au point « Sierra » (à 10 NM du VOR de Katmandou), à 14 h 30, l’appareil s'écrase à environ 7 300 pieds (2 200 mètres) d'altitude sur le flanc de la montagne, qui s'élève à 2 524 mètres, à Bhattedanda (en), se désintégrant sous l’impact, tuant instantanément tout le monde à bord et séparant la queue de l'appareil, qui tombe dans une forêt au pied de la montagne,.
Cet accident est survenu 59 jours seulement après le crash du vol Thai Airways International 311 au nord de Katmandou.

## Victimes
| Nationalité      | Passagers | Équipage | Total |
| ---------------- | --------- | -------- | ----- |
| Royaume-Uni      | 36        | 0        | 36    |
| Népal            | 30        | 0        | 30    |
| France           | 30        | 0        | 30    |
| Pakistan         | 11        | 12       | 23    |
| Espagne          | 14        | 0        | 14    |
| Pays-Bas         | 14        | 0        | 14    |
| Bangladesh       | 4         | 0        | 4     |
| États-Unis       | 3         | 0        | 3     |
| Canada           | 2         | 0        | 2     |
| Japon            | 1         | 0        | 1     |
| Nouvelle-Zélande | 1         | 0        | 1     |
| Inconnu          | 14        | 0        | 14    |
| Total            | 155       | 12       | 167   |

## Causes de l'accident
Les enquêteurs de l'Air Accidents Investigation Branch (AAIB) et du Bureau de la sécurité des transports du Canada (BST), qui ont participé à l'enquête, n'ont pas retrouvé de conversations pertinentes pour l'avancée des recherches dans l'enregistreur phonique (CVR) du vol 268, mais les données récupérées dans l'enregistreur de données de vol (FDR) ont montré que l'avion avait amorcé toutes les étapes de sa descente chaque fois trop tôt.
À 16 NM (30 kilomètres), l'avion se trouvait 1 000 pieds (300 mètres) en dessous de son altitude autorisée et à 10 NM (point de report Sierra), il se trouvait 1 300 pieds (396 mètres) en dessous de l'altitude minimale de descente. L'avion s'est approché de la chaîne du Mahabharat à une altitude insuffisante et s'est écrasé sur la pente sud de la montagne. 
Bien que les pilotes du vol 268 aient signalé l'altitude de leur aéronef au contrôle aérien, ces derniers n'ont rien fait pour les alerter de l'altitude inappropriée jusqu'à seulement quelques secondes avant l'accident. Du fait d'un plafond nuageux fréquemment élevé dans la région, les pilotes n'ont probablement vu la montagne qu'aux derniers instants, bien trop tard pour éviter l'impact.
Les enquêteurs ont déterminé que l'accident avait été causé principalement par des erreurs de la part des pilotes. La visibilité était mauvaise à cause du ciel couvert et l'avertissement de proximité avec le sol (GPWS) n'aurait pas été déclenché à temps en raison du terrain escarpé et pentu. Les cartes d’approche délivrées aux pilotes pour l'arrivée sur Katmandou ont également été jugées peu claires, et les contrôleurs aériens népalais ont été jugés timides et peu disposés à intervenir dans des domaines qu’ils considéraient comme du pilotage, tels que la séparation avec le relief. 
Le rapport final recommandait que l'OACI examine les cartes de navigation, encourage leur normalisation, et que l'approche de l'aéroport de Katmandou soit modifiée pour être moins complexe.
21 recommandations de sécurité ont été émises à la suite de l'accident et de la publication du rapport final.

## Mémorial
Pakistan International Airlines a financé et entretient le parc commémoratif à Lele (en), au pied de la montagne où l’accident s’est produit,.
Le Wilkins Memorial Trust, une organisation caritative britannique qui fournit de l'aide au Népal, a été créé à la mémoire d'une famille tuée dans l'accident.

## Médias
L'accident a fait l'objet d'un épisode dans la série télévisée Air Crash nommé « Crash à Katmandou » (saison 20 - épisode 1).